# Little Bookham
Little Bookham is een plaats in het bestuurlijke gebied Mole Valley, in het Engelse graafschap Surrey. 

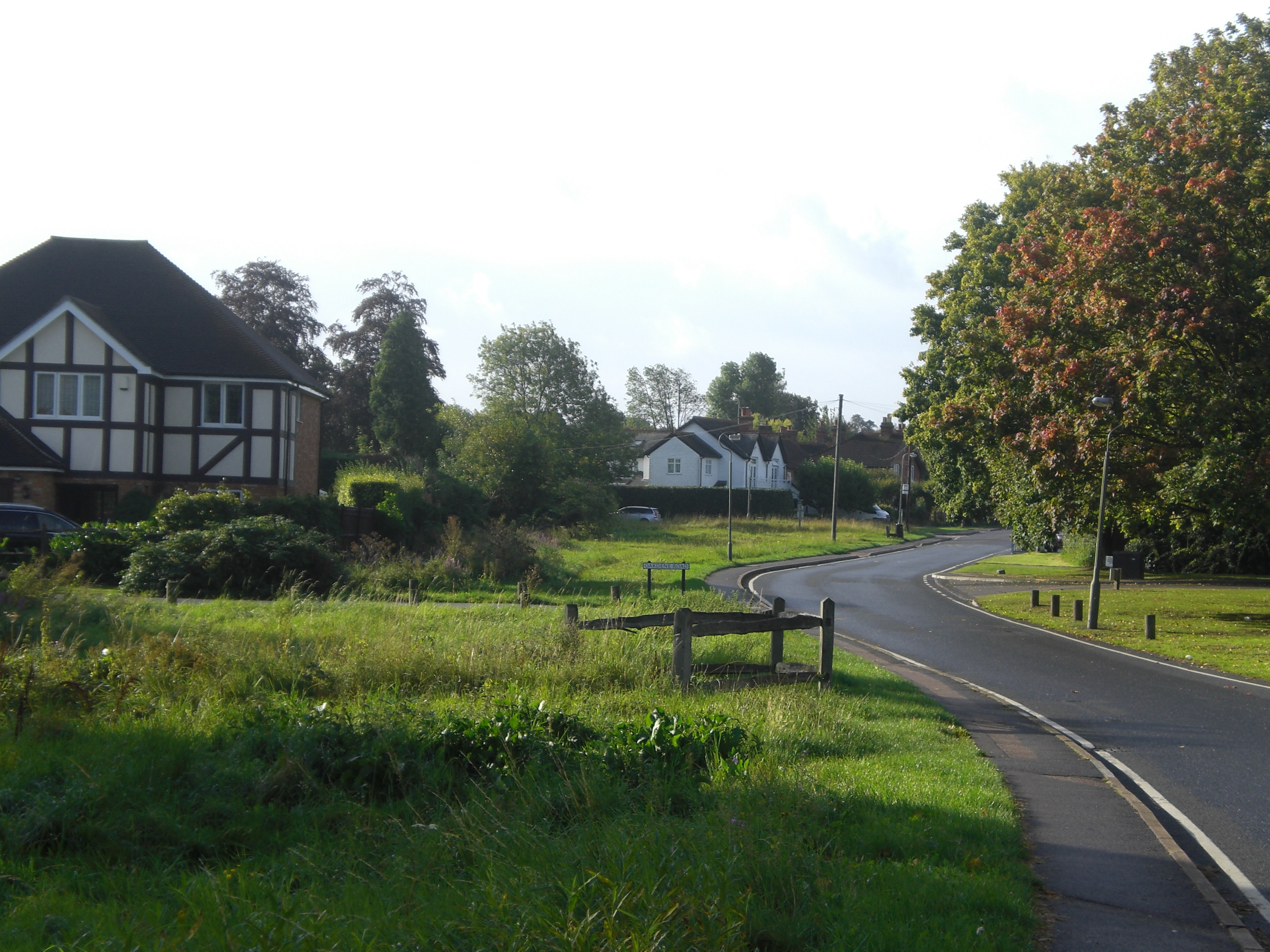
Little Bookham Street
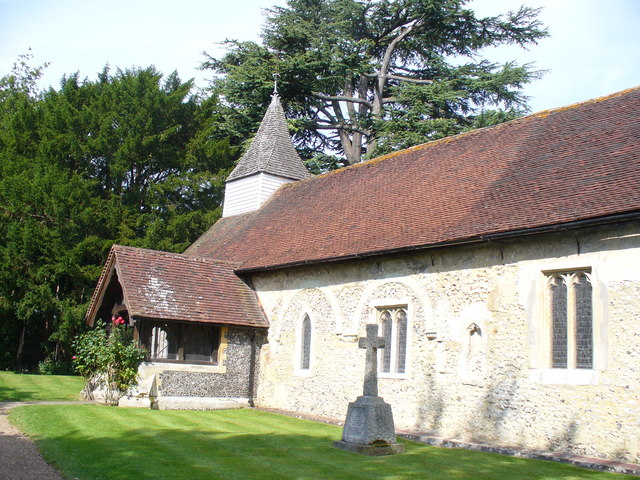
All Saints